# 硫醇

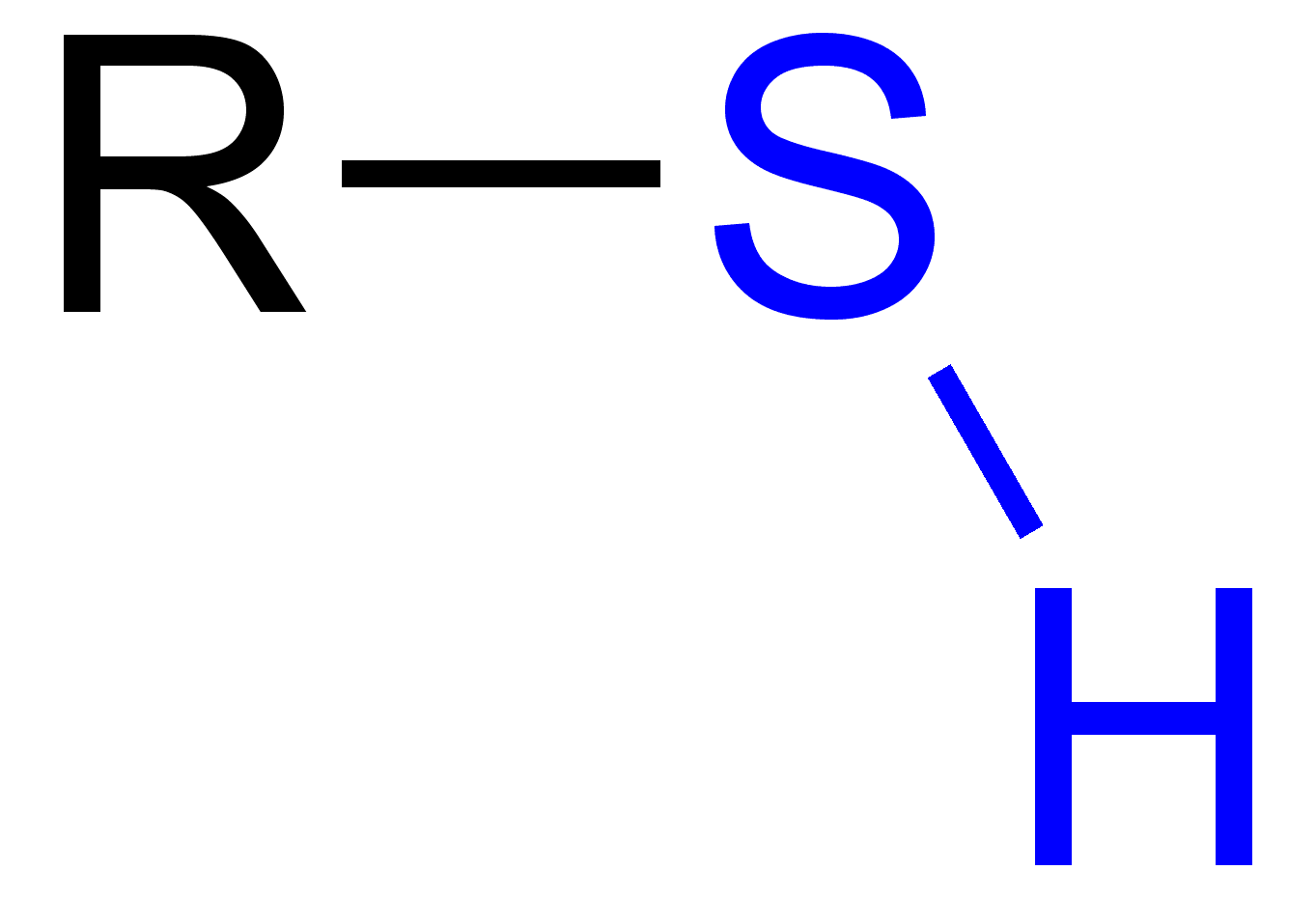
硫醇的结构通式；蓝色表示的是巯基。

硫醇（s，mercaptans）或硫醇类、硫醇衍生物，是任何以 R−SH 形式存在的有机硫化合物，其中 R 表示烷基或其他有机取代基；−SH官能团本身称为巯基（sulfhydryl）或氫硫基（sulfanyl）、硫醇基（thiol group）。因此硫醇是包含巯基的一类非芳香化合物，可以看成是“醇的硫类似物”，亦即在醇的羟基中，氧原子被硫原子替换。英语 thiol 是 thio- 与 alcohol 的混成词。
由于化学历史演进的缘故，硫醇的英语 thiols，有时称为 mercaptans 或 mercapto compounds，来自拉丁语 mercurio captāns（汞捕获），因为巯基与汞能够形成强键。尽管IUPAC建议放弃使用 mercaptan 这个历史惯用术语，但仍然被广泛使用。

## 结构和成键
硫醇中，硫原子为不等性sp3杂化态，两个单电子占据的sp3杂化轨道分别与烃基碳和氢形成σ键，还有两对孤对电子占据另外的两个sp3杂化轨道。由于硫的3s和3p轨道形成的杂化轨道比氧的2s和2p轨道形成的杂化轨道大，故C-S和S-H键分别比C-O和O-H键长。在甲硫醇中C-S和S-H键键长分别为0.182 nm和0.134 nm，都比甲醇中的C-O和O-H键长。∠CSH则为96°，小于∠COH。
硫的电负性比氧小，所以硫醇的偶极矩也比相应的醇小。

## 物理性质
除甲硫醇在室温下为气体外，其他硫醇均为液体或固体。硫醇分子间有偶极吸引力，但小于醇分子间的偶极吸引力，且硫醇分子间无明显的氢键作用，也无明显的缔合作用。因此，硫醇的沸点比分子量相近的烷烃高，比分子量相近的醇低，与分子量相近的硫醚相似。
硫醇与水间不能很好地形成氢键，所以硫醇在水中的溶解度比相应的醇小得多。常温下，乙硫醇在水中的溶解度仅为1.5g/100mL。
低级的硫醇有强烈且令人厌恶的气味，乙硫醇的臭味尤其明显，所以常用乙硫醇作为天然气中的警觉剂，用以警示天然气泄漏。

## 化学性质
巯基是硫醇化学性质的主要体现。其中S-H键涉及硫较大的3s/3p组成的杂化轨道与氢较小的1s轨道成键，所以S-H键较弱，硫醇具有酸性。硫上还有孤对电子，所以巯基也可被氧化。
硫醇的酸性比相应的醇强，可溶于氢氧化钠的乙醇溶液中生成比较稳定的盐，通入二氧化碳又变回硫醇。硫醇可与一些重金属盐生成不溶于水的硫醇盐，两者软软相吸。许多重金属离子在体内的毒性即是因为其可与生物分子的巯基结合。另一方面，也可利用硫醇（如二巯基丙酸）通过形成不溶沉淀的方法将重金属离子从尿液排出，起到解毒作用。
硫醇很容易被氧化。弱氧化剂（如空气、碘、氧化铁、二氧化锰等）即可将硫醇氧化为二硫化物。硫醇与二硫化物形成的氧还共轭对是生物体内的常见机制，如半胱氨酸-胱氨酸还氧对。生成的二硫化物中的二硫键在维持蛋白质空间结构方面有重要作用。
{\displaystyle \mathrm {\ 2RSH\ {\xrightarrow {[O]}}\ RSSR+H_{2}O} }
硫醇用强氧化剂（如高锰酸钾、硝酸、高碘酸）氧化，经过中间物次磺酸、亚磺酸，最终生成磺酸。此法可用于脂肪磺酸的制备。
{\displaystyle \mathrm {\ RSH\to [RSOH\to RS(O)OH]\to RS(O)_{2}OH} }
对硫醇催化加氢，可实现脱硫，产生相应的烃。石油炼制中的加氢脱硫即是基于此反应。石油中有少量硫醇，硫醇的存在不仅会使汽油具有令人讨厌的气味，还会在燃烧时转变为有毒、腐蚀性的二氧化硫和三氧化硫。
{\displaystyle \mathrm {\ RSH+H_{2}\ {\xrightarrow[{\Delta }]{MoS_{2}}}\ RH+H_{2}S} }
此外，硫醇还可发生一些与醇相似的反应，例如与羧酸生成硫醇酯，与醛、酮生成缩硫醛酮。后一反应用于在有机合成中保护羰基或除去羰基，或实现羰基的极性转换。

## 制取
硫醇可通过卤代烃与硫氢化钠（或其他碱金属硫氢盐）起SN2反应得到：
{\displaystyle \mathrm {\ RX+NaSH\ {\xrightarrow {C_{2}H_{5}OH}}\ RSH+NaX} }
生成的硫醇与硫氢盐进一步反应，产生硫醇盐：
{\displaystyle \mathrm {\ RSH+HS^{-}Na^{+}\rightleftharpoons RS^{-}Na^{+}+H_{2}S} }
不过硫醇盐中的烃硫负离子是很强的亲核试剂，易与卤代烷反应生成副产物硫醚：
{\displaystyle \mathrm {\ RS^{-}+RX\to RSR+X^{-}} }
所以必须使用过量的硫氢盐以避免副反应的发生。
硫醇也可通过二硫化物（R-S-S-R'）还原得到。还原剂可以是氢化铝锂、液氨中的金属锂，或锌加酸（如乙酸）。
{\displaystyle \mathrm {\ R-S-S-R'\to RSH+HSR'} }
另外，用硫脲与卤代烃反应，生成S-烷基异硫脲盐，后者易水解生成尿素和硫醇，也是实验室制备硫醇的常用的方法，反应产率高。
{\displaystyle \mathrm {\ RX+H_{2}NC(=S)NH_{2}\to RSC(=NH_{2}^{+}X^{-})NH_{2}\ {\xrightarrow {H_{2}O/NaOH}}\ RSH+H_{2}NCONH_{2}} }

## 例子
- 甲硫醇
- 乙硫醇
- 乙二硫醇
- 1-丙硫醇
- 2-丙硫醇
- 1,3-丙二硫醇
- 半胱氨酸
- 乙酰半胱氨酸
- 巯基丁酸
- 二巯基丙酸
- 二硫苏糖醇
- 二硫赤藓糖醇
- 卡托普利
- 辅酶A
- 青霉胺
- 谷胱甘肽
- 高半胱氨酸
- 美司那